# 電腦玩家
電腦玩家（PCGamer）是台灣最早且唯一其發行人與資金來源和電腦遊戲出版公司無關的電腦遊戲專業評論雜誌，發行者為電腦玩家雜誌社，1991年8月8日創刊，2009年7月停刊。雜誌內容一度由單機版電腦遊戲轉型為報導線上遊戲的內容。出刊長達18年，216期，是台灣市場堅持最久的電腦遊戲雜誌。

## 簡史

《電腦玩家》創刊號封面。

### 創立初期
1991年8月，《電腦玩家》發行人徐人強在臺北市大同區大龍街的租屋住處成立「電腦玩家雜誌社」發行《電腦玩家》；最初的作者群主要來自過去為精訊資訊出版的雜誌《精訊世界》撰文的作者，以及當時台灣最大的BBS站白日夢上集合而來。《電腦玩家》創刊時的英文縮寫名稱為ACE，是來自於“Amazing Computer Entertainment”；這個縮寫的涵義與《空戰王牌》ace相同，是喜好空戰遊戲的徐人強所特別挑選的。
稍後，電腦玩家雜誌社遷入位於台北市士林區靠近福林橋的辦公室（台北市士林區後街15號），擺脫由徐人強獨自以新人類資訊莎士比亞排版系統PC版進行編輯的時代，逐漸轉入以麥金塔電腦專業排版系統進行雜誌編輯與發行的型態。

### 第一次更名
《電腦玩家》第一次更名是與《PC Gamer》簽約，取得授權翻譯及使用該雜誌的內容之際，將英文名稱由原先的ACE改為“PC Gamer”，並且號稱是中文版的《PC Gamer》，不過在遊戲評論上仍用原先特約作者群的作品。
1996年，《電腦玩家》加入電腦家庭出版集團（現為城邦集團成員之一）。
2000年，《電腦玩家》成立台灣前兩大的遊戲討論區網站之一的《遊戲基地》（gamebase）。
2009年7月，《電腦玩家》發行最末期，結束長達18年的雜誌生命。

## 影響
《電腦玩家》與當時台灣最大電腦遊戲公司智冠科技發行的《軟體世界》雜誌最大的不同點，在於對市面上發行的電腦遊戲進行評析與給分的架構。這是徐人強參考數本國外發行的電腦或者是電腦遊戲雜誌之後引用的模式。由於負責撰寫評析的特約作者絕大多數與遊戲發行公司沒有關係，透過玩者的角度和不受廠商的影響，是電腦玩家推出時進行市場區隔的策略，也引起相當大的注意力，在發行數期之後奠定往後發展的基礎。
在《電腦玩家》發行以前，台灣的電腦遊戲市場與電腦遊戲資訊的最大來源都是智冠科技。基於促銷和營運的立場，智冠科技發行的《軟體世界》雜誌對於該公司推出的遊戲介紹多採取正面的角度，但是對於遊戲的缺點或較為負面的資訊觸及不多。《電腦玩家》的評析文章與給分結果常常與《軟體世界》的內容大相逕庭，也引起兩方的需要合作可是又屬於強烈競爭者的緊張狀態。智冠科技除了利用《軟體世界》雜誌和其他公開的公關活動批評對遊戲進行分數評比的不當與缺點以外，同時也在網路上展開諸多宣傳活動。然而《電腦玩家》標榜的獨立路線，特約作家的辛辣批評，加上特意與任何發行公司加以區隔的路線，使得《電腦玩家》的銷售量直追《軟體世界》，並且迫使《軟體世界》改變作風，將評論的部分也加上給分的制度。
《電腦玩家》出版之後，打破當時台灣電腦遊戲資訊雜誌市場的獨大局面，也刺激其他廠商加入，其中包括第三波資訊（宏碁的子公司）發行的《新遊戲時代雜誌》與協和國際多媒體發行的《次世代遊戲情報》等。連同智冠的《軟體世界》，這三家公司的遊戲雜誌都先後停辦。

## 相關
電腦玩家曾經發行兩版月刊型態的刊物，但是持續時間並不長：
- 攻略月刊
- 光碟世界
- 遊戲基地（此網站創立後已與《電腦玩家》分離，目前獨立運作。）

## 外部連結
- 電腦玩家雜誌的正式部落格(雜誌網站已經停止，改轉到部落格) （页面存档备份，存于）
- 電腦玩家書系介紹 城邦讀書花園
- 城邦讀書花園 - 搜尋「電腦玩家」[永久]
- 「電腦玩家」官方討論區 （页面存档备份，存于）
- 這一切，都是為了讓電腦玩家活下去 （页面存档备份，存于） 2005-08-04 （電腦玩家的某編輯的感性留言）